# Columna Volant Catalana
La Columna Volant Catalana fou una milícia paramilitar formada per voluntaris d'Estat Català. Fou alçada el setembre de 1936 a València, port on foren desembarcats els milicians després de la fallida operació del Desembarcament de Mallorca. Era comandada per Antoni Blàvia.

## Alçament
Després de l'operació del Desembarcament de Mallorca, els milicians d'Estat Català foren desembarcats al port de València i es van negar a anar al front de Madrid. El grup més nombrós es va concentrar a Farlete a Saragossa i va prendre el nom de Columna Volant Catalana, d'altres retornaren a Catalunya i es va integrar al Regiment Pirinenc Núm. 1, acantonat a la frontera amb França, mentre alguns finalment es va incorporar als fronts de Madrid.

## Dissolució
El 27 de setembre de 1936 la Generalitat de Catalunya dissolgué el Comitè Central de Milícies Antifeixistes i donà instruccions per iniciar la formació de l'Exèrcit Popular de Catalunya sota el seu control directe. La Columna Volant Catalana esdevingué la primera que es va posar a les ordres de l'Estat Major de Guerra de Catalunya i els seus milicians, així com la resta de milicians de les 3 columnes catalanes i la Columna Macià-Companys, foren integrats en l'Exèrcit Popular de Catalunya.